# Glenopopillia rufipennis
Glenopopillia rufipennis är en skalbaggsart som beskrevs av Lin 1980. Glenopopillia rufipennis ingår i släktet Glenopopillia och familjen Rutelidae. Inga underarter finns listade i Catalogue of Life.